# Židovský hřbitov v Pořejově
Židovský hřbitov v Pořejově, založený nejpozději na začátku 18. století, dostal název podle dnes již zaniklé vesnice Pořejov rozkládající se kdysi nedaleko stejnojmenného rybníka. Situován je cca 500 m od vsi Žebráky ve směru na Dlouhý Újezd v lesním podrostu u silnice vedoucí ze Žebráků k severovýchodu. Je chráněn jako kulturní památka České republiky.
Hřbitov se rozkládá v areálu cca 20 x 40 m obklopeném rozpadající se ohradní zdí. Z původních asi tří set náhrobků se dodnes dochovalo necelých 80 včetně fragmentů, s nejstarším čitelným náhrobkem datovaným rokem 1755. Probíhaly zde pohřby nejen židovských obyvatel pořejovských ale i lidí z okolních vsí, např. Částkova či Lesné.